# Álvaro Morata
Álvaro Borja Morata Martín (sinh ngày 23 tháng 10 năm 1992) là một cầu thủ bóng đá chuyên nghiệp người Tây Ban Nha hiện đang thi đấu ở vị trí tiền đạo cắm cho câu lạc bộ Süper Lig Galatasaray dưới dạng cho mượn từ câu lạc bộ Serie A Como và là đội trưởng của đội tuyển bóng đá quốc gia Tây Ban Nha.
Anh bắt đầu sự nghiệp của mình tại Real Madrid, ra mắt đội bóng cao cấp vào cuối năm 2010. Sau khi giành chức vô địch UEFA Champions League 2013–14, anh chuyển đến Juventus với giá 20 triệu euro vào năm 2014, giành cú đúp Serie A và Coppa Italia trong cả hai mùa giải của anh ấy ở Turin. Sau khi được Real mua lại với giá 30 triệu euro, anh đã giành thêm một La Liga và UEFA Champions League 2016–17 trước khi gia nhập Chelsea vào năm 2017 với mức phí kỷ lục khoảng 60 triệu bảng. Vào tháng 1 năm 2019, anh chuyển đến Atlético Madrid dưới dạng cho mượn và gia nhập câu lạc bộ vĩnh viễn vào ngày 1 tháng 7 năm 2020. Morata chuyển trở lại Juventus dưới dạng cho mượn vào năm 2020. Đến năm 2024, Morata lại một lần nữa gia nhập đại diện Serie A là AC Milan với mức phí chuyển nhượng 13 triệu bảng; sau đó anh được Galatasaray cho mượn vào đầu năm 2025.
Morata đã có 34 lần khoác áo đội tuyển Tây Ban Nha ở cấp độ trẻ, giúp đội tuyển quốc gia này giành chức vô địch U-21 châu Âu năm 2013. Anh có trận ra mắt đội tuyển cấp chuyên nghiệp của mình vào năm 2014 và đại diện cho đất nước tham dự ba kỳ UEFA Euro vào các năm 2016, 2020 và 2024, giải đấu mà anh lên ngôi vô địch cùng đội tuyển sau này.

## Sự nghiệp câu lạc bộ

### Real Madrid
Sinh ra ở thành phố Madrid, Morata đã được ký hợp đồng với câu lạc bộ Real Madrid vào năm 2008 từ đội bóng cùng thành phố Getafe, rồi hai năm sau đó anh chính thức ra mắt trong vai trò là một cầu thủ của đội Real Madrid C. Vào tháng 7 năm 2010, sau một mùa giải thành công với đội Juvenil A, mùa bóng mà Morata đã đạt được 2 danh hiệu trẻ cùng 34 bàn thắng ghi được, anh được đôn lên thi đấu cho đội Real Madrid Castilla. Chỉ sau một tháng, huấn luyện viên José Mourinho đã đưa anh cùng với 4 đồng đội của anh đi một tour du đấu trước mùa giải mới tại nước Mĩ.

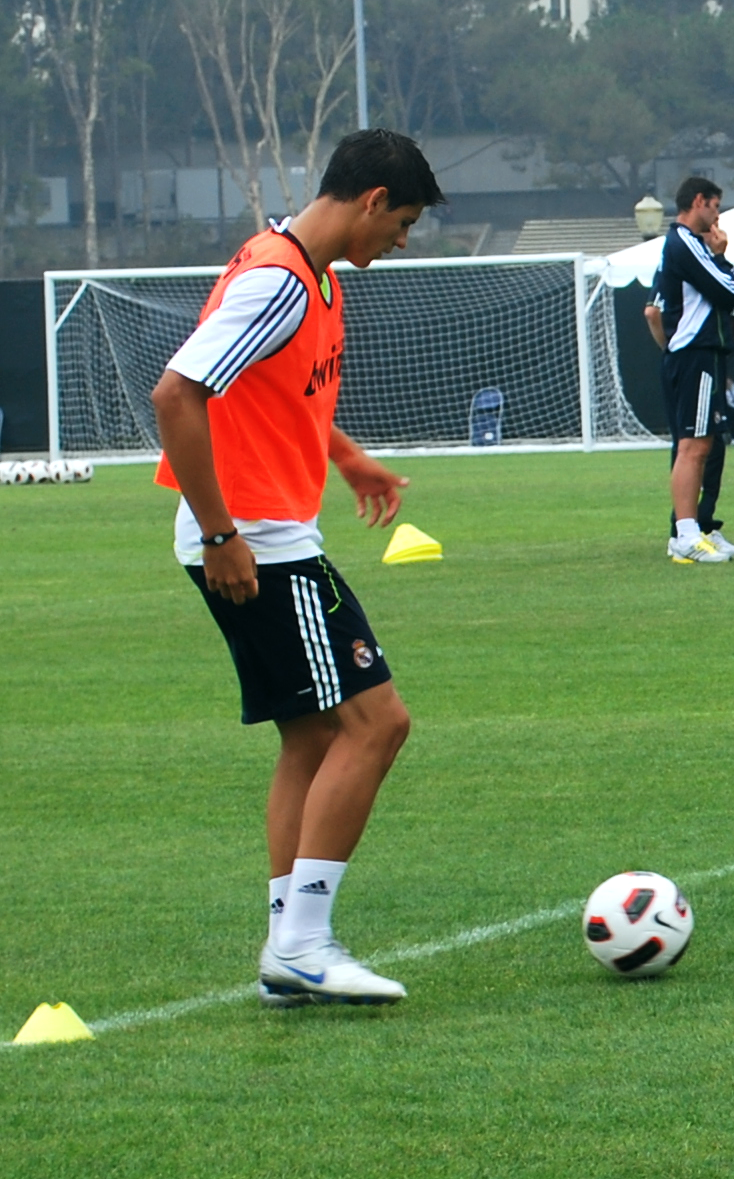
Morata tập luyện với Real Madrid năm 2010.

Vào ngày 15 tháng 10 năm 2010, Morata đá trận đầu tiên trong màu áo đội Castilla trong trận đấu giao hữu với AD Alcorcón. Trong trận đấu đó, anh đã ghi bàn thắng duy nhất của trận đấu. Trận đấu đầu tiên của anh ở giải hạng ba (Segunda División B) diễn ra vào ngày 29 gặp Coruxo FC đã kết thúc với tỉ số 3 - 2, và bàn thắng đầu tiên của Morata là trong trận hòa 1 - 1 trước câu lạc bộ RSD Alcalá (ngày 31 tháng 10).
Ngày 12 tháng 12 năm 2010, Morata lần đầu tiên ra mắt trong đội hình của đội 1 Real Madrid, khi anh là người thay thế cho Ángel di María ở phút thứ 88 trong trận đấu thuộc khuôn khổ giải vô địch quốc gia Tây Ban Nha La Liga trước câu lạc bộ Real Zaragoza. 10 ngày sau, anh được đá trong một trận đấu của Copa Del Rey, anh ra sân từ băng ghế dự bị vào những phút cuối cùng của trận đấu. Vào tháng 1 năm 2011, sau chấn thương của tiền đạo Gonzalo Higuaín, báo chí Tây Ban Nha cho rằng Morata là sự thay thế tốt nhất của Higuaín trong đội hình chính. Tuy nhiên, huấn luyện viên Mourinho đã không đồng tình và cho rằng Morata chưa sẵn sàng để thay thế tiền đạo người Argentina, và anh ta cần trưởng thành hơn cũng như là hoàn thiện được các kỹ năng cần thiết ở đội Castilla. Trong quãng thời gian này, Morata đã ghi 5 bàn thắng trong 4 trận đấu, trong khi đó Real Madrid ký hợp đồng với tiền đạo Emmanuel Adebayor với mục đích lấp chỗ trống mà Higuaín để lại.
Ngày 13 tháng 2 năm 2011, Morata lần đầu tiên trong sự nghiệp lập được một cú hattrick trong chiến thắng 7-1 trước Deportivo de La Coruña B. Sau mùa giải cùng Castilla, Morata đã ghi được 14 bàn, cùng với Joselu là những người ghi được nhiều bàn thắng nhất trong đội, nhưng lại không thể lên hạng vì thua trong trận playoff.

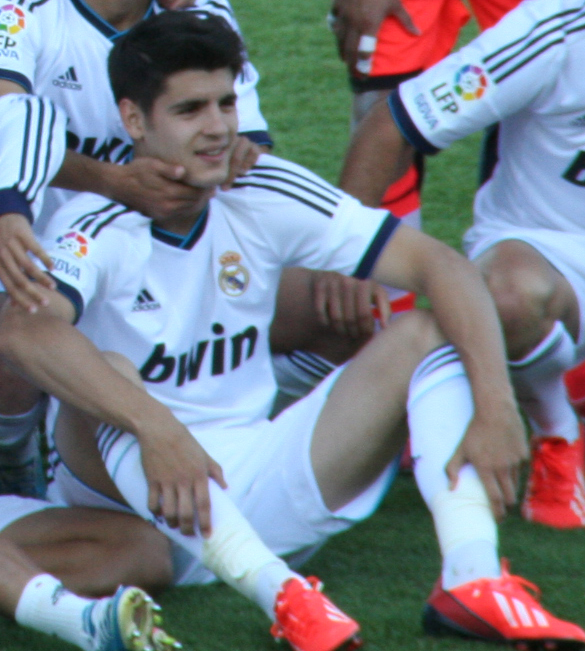
Morata ăn mừng chiến thắng Cúp Puskás 2013 với Real Madrid Castilla.

Bàn thắng chính thức đầu tiên của Morata trong đội hình chính của Real là ngày 11 tháng 11 năm 2012, sau khi vào sân ở phút thứ 83 trong chuyến làm khách của Real trước Levante UD, ấn định chiến thắng 2 - 1 của Real chỉ sau 60 giây. Trận đầu tiên được ra sân trong đội hình chính thức của Morata là cuộc tiếp đón Rayo Vallecano ngày 17 tháng 2 năm 2013. Chỉ sau 3 phút, Morata đã mở tỉ số nhưng lại bị thay ra trước khi hiệp 1 kết thúc (người thay thế là Raúl Albiol, thay vào để lấp vị trí của Sergio Ramos sau khi anh này bị đuổi khỏi sân). Tuy vậy, Real cũng đã giành chiến thắng với tỉ số 2 - 1. Ngày 2 tháng 3 năm 2013, Morata lần đầu tiên thi đấu đủ 90 phút trong trận đại chiến El Clásico với đại kình địch FC Barcelona. Trong trận đấu đó, Morata đã có đường kiến tạo quan trọng để Karim Benzema mở tỉ số, để rồi cuối cùng đánh bại đối thủ với tỉ số 2 - 1. Morata cũng có 2 cơ hội của riêng mình để ghi bàn nhưng không tận dụng thành công.
Trong mùa giải 2013 - 2014, dưới triều đại của Carlo Ancelotti, Morata thường xuyên được ra sân hơn. Ngày 18 tháng 3 năm 2014, Morata ghi bàn thắng đầu tiên tại UEFA Champions League, ấn định chiến thắng 3 - 1 trước FC Schalke 04 trên sân Santiago Bernabéu trong khuôn khổ vòng 16 đội. Ngày 17 tháng 5, trong trận đấu cuối cùng của mùa giải, Morata đóng góp 2 bàn thắng để đánh bại RCD Espanyol với tỉ số 3 - 1. Với màn trình diễn này, anh được chấm điểm 8. Morata cũng đóng góp vào thành công của Real Madrid trong trận chung kết UEFA Champions League khi thay thế Karim Benzema ở hiệp phụ thứ hai.

### Juventus

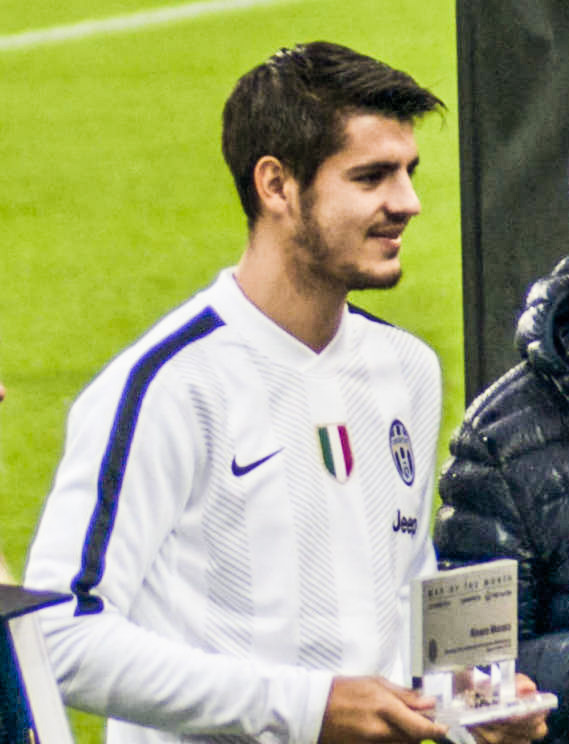
Morata với Juventus năm 2014.

Vào ngày 19 tháng 7 năm 2014, Juventus thông báo rằng họ đã đạt được thỏa thuận với khoản phí 20 triệu euro cho việc chuyển nhượng Morata, người đã ký hợp đồng 5 năm, với Real Madrid có quyền chọn mua lại anh ấy. trong tương lai.  Anh có trận ra mắt tại Serie A vào ngày 13 tháng 9, thay thế Fernando Llorente ở phút cuối cùng trong chiến thắng 2–0 trên sân nhà trước Udinese; hai tuần sau, anh lại vào sân thay cho người đồng hương, và ghi bàn thắng đầu tiên cho câu lạc bộ mới khi họ thắng Atalanta 3–0.
Vào ngày 5 tháng 10 năm 2014, trong trận thắng 3–2 trên sân nhà trước Roma , Morata vào sân thay thế và bị đuổi khỏi sân vì phạm lỗi với Kostas Manolas, người đã bị ra lệnh vì trả đũa. Vào ngày 9 tháng 11, anh ghi hai bàn trong trận hủy diệt Parma 7–0 trên sân nhà, với Llorente - người được anh thay thế sau 71 phút - ghi thêm hai bàn nữa.  Morata vào sân trong mười phút cuối cùng của trận Supercoppa Italiana với Napoli ở Doha, Qatar vào ngày 22 tháng 12, và ghi bàn trong loạt sút luân lưu mà Juventus thua 5–6.
Vào ngày 28 tháng 1 năm 2015, Morata chơi 13 phút cuối cùng của trận đấu Coppa Italia với Parma, và ghi bàn thắng duy nhất của trận đấu tại Stadio Ennio Tardini để giành quyền vào bán kết. Tháng sau, trên sân nhà trước Borussia Dortmund trong khuôn khổ vòng 16 UEFA Champions League, anh ghi bàn quyết định ở phút 43 của trận lượt đi; anh cũng xuất phát và lập công trong trận lượt về, giúp Juve giành chiến thắng 3–0 tại Westfalenstadion.
Vào ngày 7 tháng 4 năm 2015, Morata bị đuổi khỏi sân vì phạm lỗi với Alessandro Diamanti khi Juventus đánh bại Fiorentina trong trận bán kết cúp quốc gia, do đó bỏ lỡ trận chung kết. Một tuần sau, anh giành được quả phạt đền trong trận lượt đi tứ kết Champions League với Monaco, quả phạt đền được chuyển thành công bởi Arturo Vidal trong chiến thắng 1–0 trên sân nhà. Trong trận bán kết lượt đi, với Real Madrid, anh ấy đưa đội chủ nhà vượt lên dẫn trước bằng một cú chạm bóng ở phút thứ tám, khi trận đấu kết thúc với chiến thắng 2-1 trên sân nhà, và anh ấy lặp lại kỳ tích trong trận lượt về, trong cả hai lần không ăn mừng khi ghi bàn vào lưới đội bóng cũ của anh ấy. Vào ngày 6 tháng 6, trong trận chung kết với Barcelona ở Berlin, anh đã ghi bàn gỡ hòa ngay đầu hiệp hai sau trận thua 1-3.
Vào đầu tháng 8 năm 2015, Morata phải nghỉ thi đấu một tháng do bị rách cơ soleus ở bắp chân trái trong quá trình tập luyện và phải ngồi ngoài cho giải Supercoppa Italiana 2015. Trong lần xuất hiện thứ hai sau khi trở lại thi đấu, vào ngày 15 tháng 9, anh ra sân trong 85 phút và ghi bàn thắng quyết định trong chiến thắng 2-1 trước Manchester City ở vòng bảng UEFA Champions League. Vào ngày 30 tháng 9, anh ghi bàn để giúp đánh bại Sevilla 2–0 tại Juventus Stadium, bàn thắng thứ năm của anh trong nhiều lần ra sân trong giải đấu này để cân bằng kỷ lục của Alessandro Del Piero. Vào ngày 24 tháng 11, anh được đề cử vào Đội hình tiêu biểu của UEFA.
Vào ngày 10 tháng 12 năm 2015, Morata ký gia hạn hợp đồng đến năm 2020. Vào ngày 20 tháng 3 năm 2016, trong trận Derby della Mole với đội bóng hàng xóm Torino, anh vào sân từ băng ghế dự bị trong hiệp một và ghi hai bàn trong chiến thắng 4–1. Vào ngày 21 tháng 5, anh lại vào sân từ băng ghế dự bị để ghi bàn thắng quyết định ở phút thứ 20 của hiệp phụ để giành chiến thắng trong trận chung kết Coppa Italia 1–0 trước AC Milan tại Stadio Olimpico của Rome.

### Trở lại Real Madrid
Vào ngày 21 tháng 6 năm 2016, Real Madrid đã thực hiện điều khoản mua lại để ký lại Morata từ Juventus với giá 30 triệu euro. Lần ra sân thi đấu đầu tiên của anh ấy là vào ngày 9 tháng 8, khi anh ấy đá chính trong chiến thắng 3–2 trước Sevilla ở Siêu cúp châu Âu 2016, được thay bằng Benzema sau 62 phút. Bàn thắng đầu tiên của anh là trong chiến thắng 2-1 trên sân nhà trước Celta vào ngày 27 tháng 8.
Vào ngày 5 tháng 4 năm 2017, Morata được hưởng lợi từ sự luân chuyển của huấn luyện viên Zinedine Zidane và ghi ba bàn trong chiến thắng 4–2 trên sân khách trước Leganés để giúp đội bóng của anh bỏ xa Barcelona hai điểm với một trận đấu trong tay.  Mặc dù dành phần lớn thời gian của mùa giải để dự bị cho Benzema, anh đã ghi được 15 bàn thắng tại giải đấu  khi câu lạc bộ lên ngôi vô địch lần đầu tiên sau năm năm.  Anh ghi thêm ba bàn sau chín lần ra sân tại UEFA Champions League, mà Real Madrid giành được năm thứ hai liên tiếp.

### Chelsea

#### Mùa giải 2017–18

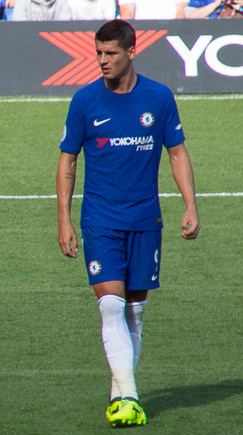
Morata chơi cho Chelsea năm 2017.

Vào ngày 19 tháng 7 năm 2017, nhà vô địch Premier League Chelsea tuyên bố họ đã đồng ý với Real Madrid về việc chuyển nhượng Morata. Câu lạc bộ tuyên bố động thái này đã được thông qua và một điều khoản cá nhân được thỏa thuận. Real Madrid sau đó đã phát hành một tuyên bố cảm ơn Morata vì "sự cống hiến, tính chuyên nghiệp và hành vi gương mẫu" của anh trong thời gian anh ở câu lạc bộ. Vào ngày 21 tháng 7, Morata vượt qua kiểm tra y tế và chính thức trở thành cầu thủ của Chelsea.
Anh có trận ra mắt vào ngày 25 tháng 7 năm 2017 trong trận đấu với FC Bayern München. Sau khi vào sân thay cho Michy Batshuayi ở đầu hiệp hai, anh có một màn ra mắt tồi tệ khi chỉ tạo ra 1 cơ hội vào khung thành. Tuy nhiên, tiền đạo này có một màn ra mắt Premier League khá tốt (trước Burnley F.C. trong mùa giải Ngoại hạng Anh 2017-2018. Anh có một pha đánh đầu rút ngắn tỉ số xuống còn 1-3). Và đó là mở đầu của một chuỗi phong độ xuất sắc của anh tại sân Stamford Bridge.
Ngày 27 tháng 8 năm 2017, từ một đường tạt cánh của César Azpilicueta, anh ấn định tỉ số 2-0 trước Everton bằng một pha đánh đầu gọn gàng. Dù Chelsea bị chỉ trích với phong độ tồi tệ ở đầu mùa, Chelsea vẫn chơi tốt trong trận này
Ngày 9 tháng 9 năm 2015, anh có bàn mở tỉ số trong trận gặp Leicester City. Một tuần sau đó, ngày 23 tháng 9, anh lập hattrick vào lưới Stoke City F.C. và giúp Chelsea thắng 4-0 trong trận đó. Qua đó, anh cùng Mohamed Salah và Romelu Lukaku tạm thời dẫn đầu danh sách vua phá lưới giải Ngoại hạng Anh với 6 bàn. Kỷ lục này sau đó bị phá vỡ, nhưng anh vẫn đang ở trong quá trình thi đấu xuất sắc cùng đội bóng
Ngày 5 tháng 11, anh ghi bàn ấn định chiến thắng 1-0 trước Manchester United, dưới sự dẫn dắt của huấn luyện viên cũ Mourinho. Anh ấy đã nâng tổng số bàn thắng trong giải đấu của mình lên 10 bàn vào ngày 26 tháng 12, giúp Chelsea giành chiến thắng 2–0 trước Brighton & Hove Albion , cũng tại Stamford Bridge.
Vào ngày 17 tháng 1 năm 2018, Morata đã bị đuổi khỏi sân sau khi nhận thẻ đỏ vì ăn vạ, sau đó một giây sau đó vì bất đồng quan điểm, vắng mặt trong trận thắng ở vòng ba FA Cup trước Norwich City. Anh kết thúc mùa đầu tiên với 15 bàn thắng trên mọi đấu trường, và The Blues đứng thứ 5 trên BXH.

#### Mùa giải 2018–19
Morata đã mở tài khoản của mình cho chiến dịch tiếp theo vào ngày 18 tháng 8 năm 2018, ghi bàn thắng thứ hai trong chiến thắng 3–2 trên sân nhà trước Arsenal.  Vào ngày 4 tháng 10, anh ghi bàn quyết định trong chiến thắng 1–0 trước MOL Vidi ở vòng bảng UEFA Europa League. Một tháng sau, anh ghi hai bàn giúp đánh bại Crystal Palace 3–1 trong trận đấu trên sân nhà.

### Atlético Madrid

#### Mùa giải 2018–19

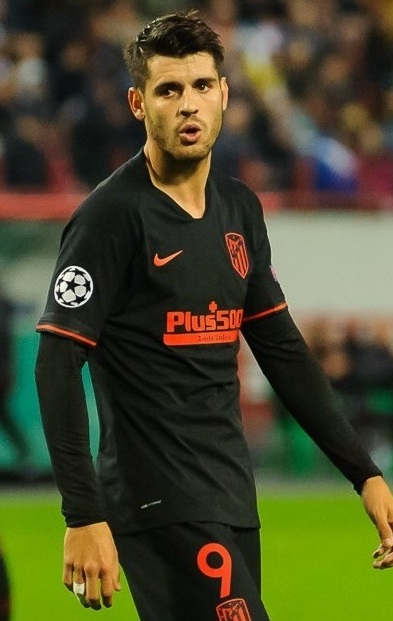
Morata chơi cho Atlético Madrid năm 2019.

Vào ngày 27 tháng 1 năm 2019, Morata trở lại Atlético Madrid sau 12 năm, gia nhập câu lạc bộ theo bản hợp đồng cho mượn 18 tháng. Anh có trận ra mắt giải đấu vào ngày 3 tháng 2, trong trận thua 0-1 trước Real Betis. Anh ghi bàn thắng đầu tiên vào ngày 24 tháng 2, trong chiến thắng 2–0 trên sân nhà trước Villarreal.
Vào ngày 6 tháng 7 năm 2019, Atlético Madrid xác nhận việc ký hợp đồng mua đứt Morata từ Chelsea và anh sẽ chính thức gia nhập câu lạc bộ vào ngày 1 tháng 7 năm 2020, với mức phí khoảng 58 triệu bảng.

#### Mùa giải 2019–20
Vào ngày 18 tháng 8 năm 2019, Morata ghi bàn thắng duy nhất trong chiến thắng mở tỷ số La Liga cho Atlético Madrid trước Getafe. Vào ngày 1 tháng 10 năm 2019, Morata đánh dấu trận đấu chuyên nghiệp thứ 300 của mình với một pha kiến tạo cho bàn mở tỷ số trong chiến thắng 2–0 trên sân khách trước đội bóng Nga Lokomotiv Moscow. Vào ngày 22 tháng 10, anh ghi bàn thắng đầu tiên tại Champions League cho Atlético bằng đường chuyền của Renan Lodi đánh đầu ghi bàn duy nhất của trận đấu trong chiến thắng 1–0 trên sân nhà trước đội bóng Đức Bayer Leverkusen. Điều này cũng giúp anh trở thành cầu thủ đầu tiên ghi bàn cho cả Real Madrid và Atlético tại Champions League. Vào ngày 11 tháng 3 năm 2020, trong trận lượt về vòng 16 đội Champions League trước nhà đương kim vô địch Liverpool, Morata vào sân thay người muộn trong hiệp phụ và ghi bàn thắng cuối cùng của trận đấu trong chiến thắng 3–2 trên sân khách, qua đó thắng với tổng tỉ số 4–2, đảm bảo đội của anh ấy đủ điều kiện vào vòng tứ kết của giải đấu.

### Trở lại Juventus

#### Mùa giải 2020–21

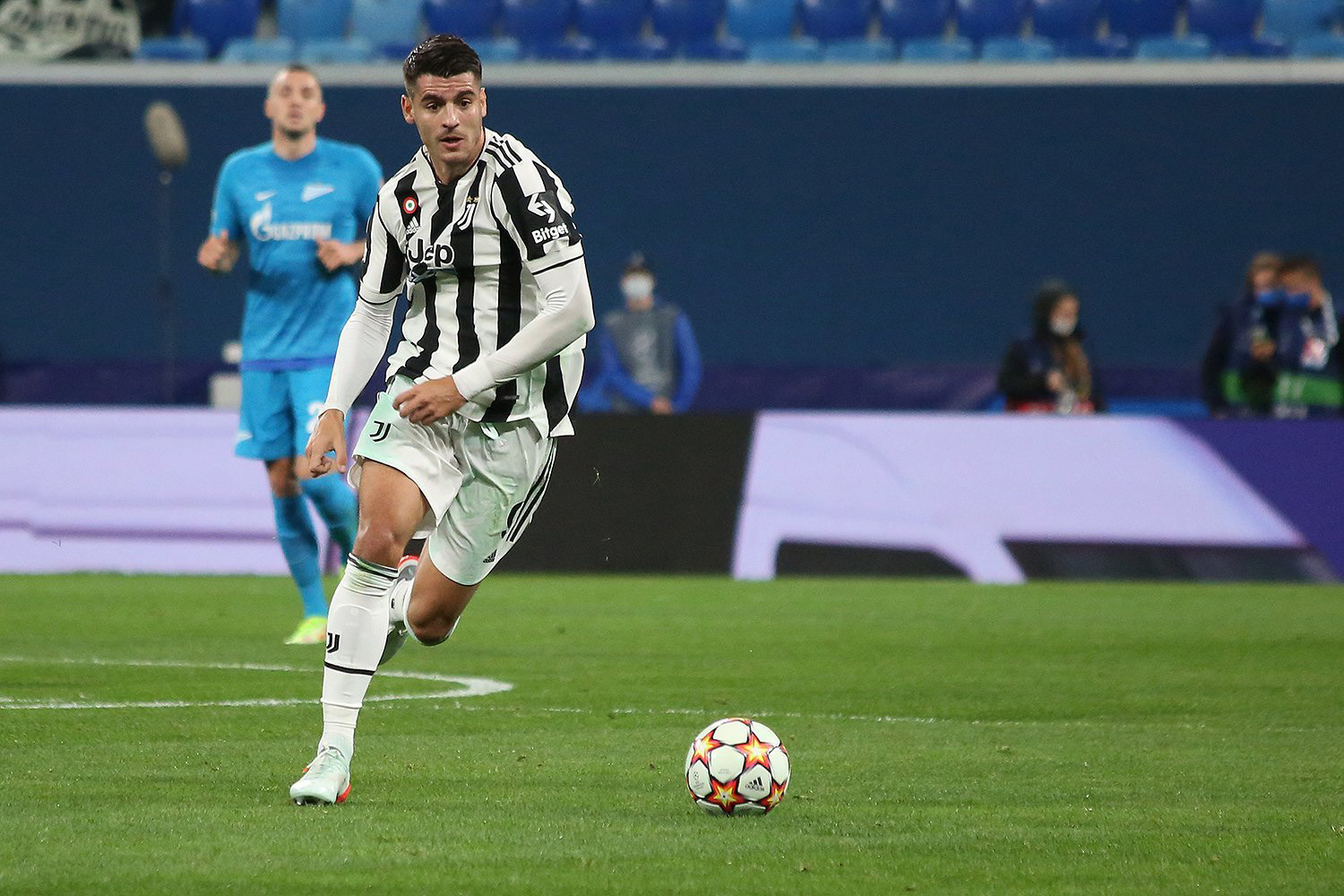
Morata với Juventus vào năm 2021.

Morata trở lại Juventus vào ngày 22 tháng 9 năm 2020, với khoản vay một năm trị giá 10 triệu euro, với tùy chọn mua với giá 45 triệu euro. Juventus cũng có quyền gia hạn khoản vay thêm một năm với số tiền 10 triệu euro khác; trong trường hợp này, tùy chọn mua trị giá 35 triệu euro. Anh ấy xuất hiện lần đầu tiên cho câu lạc bộ kể từ khi trở lại vào ngày 27 tháng 9, trong trận hòa 2-2 trên sân khách trước Roma ở Serie A. Anh ấy ghi bàn thắng đầu tiên cho câu lạc bộ kể từ khi trở lại vào ngày 17. Tháng 10, trong trận hòa 1-1 trên sân khách trước Crotone. Morata ghi một cú đúp vào ngày 20 tháng 10, để giúp Juventus giành chiến thắng 2–0 trong trận đấu sân khách  vòng bảng UEFA Champions League trước Dynamo Kyiv. Vào ngày 28 tháng 10, anh có ba bàn thắng không được phép vì lỗi việt vị trước Barcelona trong một trận đấu ở vòng bảng Champions League, trận đấu mà Juventus đã để thua 2–0 trên sân nhà. Vào ngày 20 tháng 1 năm 2021, Morata giành chức vô địch Supercoppa Italiana, đánh bại Napoli 2–0 trong trận đấu mà anh ghi bàn thắng thứ hai.
Vào ngày 15 tháng 6 năm 2021, hợp đồng cho mượn của Morata với Juventus được gia hạn đến ngày 30 tháng 6 năm 2022.

## Sự nghiệp quốc tế

### Đội trẻ

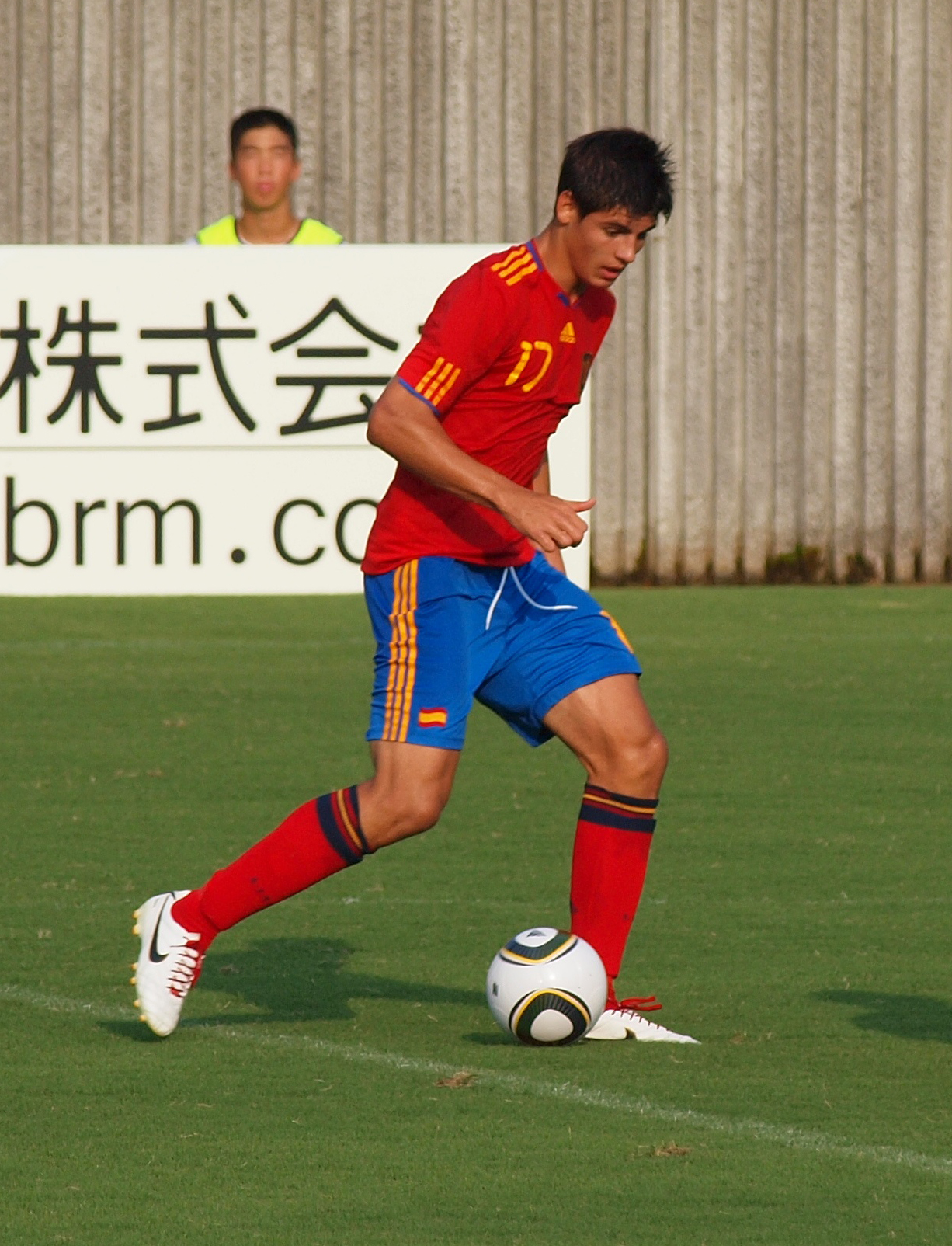
Morata chơi cho U-19 Tây Ban Nha năm 2010.

Morata được chọn vào đội U17 Tây Ban Nha tham dự U-17 World Cup năm 2009 tại Nigeria, chơi bốn trận và ghi hai bàn khi Tây Ban Nha đứng thứ ba. Sau đó, anh đại diện cho lứa tuổi U-19 tại Giải đấu Quốc tế Nhật Bản, giúp Tây Ban Nha về nhì sau đội chủ nhà.
Morata đã được Tây Ban Nha lựa chọn cho Giải vô địch U-19 châu Âu năm 2011 tại Romania, giúp đội tuyển quốc gia vô địch giải đấu với sáu bàn thắng, cao nhất giải đấu. Anh ra mắt đội bóng U-21 tại Giải vô địch U-21 châu Âu UEFA 2013 ở Israel, ghi bàn thắng duy nhất trong mỗi trận đấu trong hai trận vòng bảng đầu tiên với Nga và Đức, lần lượt ở các phút 82 và 86. Anh ấy khép lại một vòng bảng hoàn hảo với bàn thắng thứ ba, vào lưới Hà Lan trong chiến thắng 3–0. Tây Ban Nha vô địch giải đấu và anh kết thúc với tư cách là cầu thủ ghi bàn hàng đầu của cuộc thi.

### Đội tuyển quốc gia
Vào ngày 7 tháng 11 năm 2014, Morata được gọi vào đội hình lớn tuổi của huấn luyện viên Vicente del Bosque cho các trận đấu với Belarus và Đức. Anh có trận ra mắt trước Belarus vào ngày 15, thay thế Isco trong mười phút cuối cùng trong chiến thắng 3–0 ở Huelva tại vòng loại UEFA Euro 2016 . Trong cùng một giải đấu, vào ngày 27 tháng 3 năm 2015, anh ghi bàn thắng quốc tế đầu tiên của mình, bàn thắng duy nhất trong chiến thắng trước Ukraine ở Seville.
Được chọn cho vòng chung kết Euro 2016 ở Pháp, Morata đá chính và ghi một cú đúp trong trận thắng 3–0 trước Thổ Nhĩ Kỳ tại Nice. Vào ngày 2 tháng 9 năm 2017, vào sân từ băng ghế dự bị ở phút 77, anh ghi bàn một lần giúp đội chủ nhà đánh bại Ý 3–0 trong vòng loại FIFA World Cup 2018 .
Vào ngày 21 tháng 5 năm 2018, Morata đã bị loại khỏi đội hình 23 người của Tây Ban Nha tham dự vòng chung kết World Cup, theo những gì được The Guardian mô tả là "một mùa giải không suôn sẻ ở Chelsea."
Vào ngày 24 tháng 5 năm 2021, anh được đưa vào danh sách 24 người của Luis Enrique cho UEFA Euro 2020. Vào ngày 19 tháng 6, trong trận đấu thứ hai của Tây Ban Nha của giải đấu với Ba Lan, Morata ghi bàn mở tỷ số trong trận hòa chung cuộc 1-1. Morata ghi bàn thắng thứ tư cho Tây Ban Nha tại vòng 16 Euro 2020 ở phút thứ 100 của trận đấu với Croatia, dẫn đến chiến thắng 5–3 vào ngày 28 tháng 6. Trong trận bán kết với Ý, anh ấy vào sân từ băng ghế dự bị để ghi bàn thắng gỡ hòa, đưa trận đấu vào hiệp phụ và cuối cùng phải đá luân lưu. Tây Ban Nha bị loại sau khi thua loạt luân lưu với tỷ số 4–2, trong đó quả phạt đền của anh ấy đã bị Gianluigi Donnarumma cản phá. Tuy nhiên, bàn thắng của anh ấy vào lưới Ý là bàn thắng thứ sáu của anh ấy tại giải vô địch châu Âu, giúp anh ấy trở thành cầu thủ ghi bàn hàng đầu của Tây Ban Nha trong cuộc thi, vượt qua kỷ lục cũ của Fernando Torres là 5 bàn trong giải đấu.

## Phong cách thi đấu
Thời trẻ, Morata được so sánh với Fernando Morientes của Real Madrid và Tây Ban Nha nhờ phong cách chơi bóng. Trong mùa giải đầu tiên ở Juventus, anh ấy nổi bật về tốc độ, năng lượng, thể chất và tốc độ làm việc trên sân, trong khi kỹ thuật, khả năng cơ hội, khả năng đánh đầu và vị trí đã giúp anh ấy ghi một số bàn thắng quan trọng.
Là một tiền đạo đa năng và hoạt động tốt, Morata có khả năng chơi như một tiền đạo chính hoặc liên kết lối chơi giữa các tuyến, và cũng có thể chơi rộng ở cánh .

## Đời tư
Álvaro  Morata sinh ra ở Madrid. Anh là con trai của Susana Martín và Alfonso Morata. Cha anh tham gia rất nhiều vào các cuộc đàm phán chuyển nhượng cùng với người đại diện của Morata, Juanma López.
Vào tháng 3 năm 2014, Morata đã cạo hết tóc vì giữ lời hứa với những đứa trẻ tại bệnh viện Nino Jesus de Madrid, anh nói rằng "Tôi đến bệnh viện và thăm một số trẻ em ung thư. Nhiều đứa trong số chúng muốn bắt chước kiểu tóc của tôi nhưng không thể vì đang mang bệnh. Chính vì vậy, tôi quyết định sẽ bắt chước ngược lại chúng".
Vào ngày 10 tháng 12 năm 2016, anh đính hôn với bạn gái người Ý Alice Campello, và vào ngày 17 tháng 6 năm 2017, cặp đôi đã kết hôn tại Venice. Cặp con trai sinh đôi của họ là Alessandro và Leonardo sinh ngày 29 tháng 7 năm 2018 và cầu thủ này đã thay đổi số áo đấu của mình tại Chelsea từ 9 thành 29 để kỷ niệm. Ngày 29 tháng 9 năm 2020, cặp vợ chồng tiếp tục đón con trai thứ ba, Edoardo, chào đời.
Ngày 12 tháng 8 năm 2024, Alvaro Morata đã thông báo anh và Alice Campello đã chia tay, khép lại 8 năm chung sống.
Trong lễ ăn mừng chức vô địch Euro 2024 của Tây Ban Nha, Morata và người đồng đội Rodri đã hô vang "Gibraltar thuộc về Tây Ban Nha". Những lời này đã bị Chính phủ Gibraltar cho rằng là "phân biệt đối xử" và "cực kỳ xúc phạm người Gibraltar", đồng thời dẫn đến khiếu nại chính thức lên UEFA của Chính phủ Gibraltar và Hiệp hội bóng đá Gibraltar. Sau khi mở một cuộc điều tra vào ngày 19 tháng 7, Morata và Rodri chính thức bị buộc tội theo Điều 11 của UEFA vào ngày 23 tháng 7. Theo đó, cặp đôi này đá bị cấm thi đấu một trận.

## Thống kê sự nghiệp

### Câu lạc bộ
Tính đến ngày 25 tháng 5 năm 2025
| Câu lạc bộ             | Mùa giải            | Giải đấu            | Giải đấu | Giải đấu | Cúp quốc gia | Cúp quốc gia | Cúp liên đoàn | Cúp liên đoàn | Châu Âu | Châu Âu | Khác | Khác | Tổng cộng | Tổng cộng |
| Câu lạc bộ             | Mùa giải            | Hạng đấu            | Trận     | Bàn      | Trận         | Bàn          | Trận          | Bàn           | Trận    | Bàn     | Trận | Bàn  | Trận      | Bàn       |
| ---------------------- | ------------------- | ------------------- | -------- | -------- | ------------ | ------------ | ------------- | ------------- | ------- | ------- | ---- | ---- | --------- | --------- |
| Real Madrid Castilla   | 2010–11             | Segunda División B  | 26       | 14       | —            | —            | —             | —             | —       | —       | 2    | 1    | 28        | 15        |
| Real Madrid Castilla   | 2011–12             | Segunda División B  | 33       | 15       | —            | —            | —             | —             | —       | —       | 4    | 3    | 37        | 18        |
| Real Madrid Castilla   | 2012–13             | Segunda División    | 18       | 12       | —            | —            | —             | —             | —       | —       | —    | —    | 18        | 12        |
| Real Madrid Castilla   | Tổng cộng           | Tổng cộng           | 77       | 41       | —            | —            | —             | —             | —       | —       | 6    | 4    | 83        | 45        |
| Real Madrid            | 2010–11             | La Liga             | 1        | 0        | 1            | 0            | —             | —             | 0       | 0       | —    | —    | 2         | 0         |
| Real Madrid            | 2011–12             | La Liga             | 1        | 0        | 0            | 0            | —             | —             | 0       | 0       | 0    | 0    | 1         | 0         |
| Real Madrid            | 2012–13             | La Liga             | 12       | 2        | 2            | 0            | —             | —             | 1       | 0       | 0    | 0    | 15        | 2         |
| Real Madrid            | 2013–14             | La Liga             | 23       | 8        | 6            | 0            | —             | —             | 5       | 1       | —    | —    | 34        | 9         |
| Real Madrid            | Tổng cộng           | Tổng cộng           | 37       | 10       | 9            | 0            | —             | —             | 6       | 1       | 0    | 0    | 52        | 11        |
| Juventus               | 2014–15             | Serie A             | 29       | 8        | 4            | 2            | —             | —             | 12      | 5       | 1    | 0    | 46        | 15        |
| Juventus               | 2015–16             | Serie A             | 34       | 7        | 5            | 3            | —             | —             | 8       | 2       | 0    | 0    | 47        | 12        |
| Juventus               | Tổng cộng           | Tổng cộng           | 63       | 15       | 9            | 5            | —             | —             | 20      | 7       | 1    | 0    | 93        | 27        |
| Real Madrid            | 2016–17             | La Liga             | 26       | 15       | 5            | 2            | —             | —             | 9       | 3       | 3    | 0    | 43        | 20        |
| Chelsea                | 2017–18             | Premier League      | 31       | 11       | 6            | 2            | 3             | 1             | 7       | 1       | 1    | 0    | 48        | 15        |
| Chelsea                | 2018–19             | Premier League      | 16       | 5        | 1            | 2            | 2             | 0             | 4       | 2       | 1    | 0    | 24        | 9         |
| Chelsea                | Tổng cộng           | Tổng cộng           | 47       | 16       | 7            | 4            | 5             | 1             | 11      | 3       | 2    | 0    | 72        | 24        |
| Atlético Madrid (mượn) | 2018–19             | La Liga             | 15       | 6        | 0            | 0            | —             | —             | 2       | 0       | —    | —    | 17        | 6         |
| Atlético Madrid        | 2019–20             | La Liga             | 32       | 11       | 3            | 2            | —             | —             | 8       | 6       | 1    | 1    | 44        | 20        |
| Atlético Madrid        | Tổng cộng           | Tổng cộng           | 49       | 18       | 0            | 0            | —             | —             | 10      | 3       | 2    | 1    | 61        | 22        |
| Juventus (mượn)        | 2020–21             | Serie A             | 32       | 11       | 3            | 2            | —             | —             | 8       | 6       | 1    | 1    | 44        | 20        |
| Juventus (mượn)        | 2021–22             | Serie A             | 35       | 9        | 5            | 1            | —             | —             | 7       | 2       | 1    | 0    | 48        | 12        |
| Juventus (mượn)        | Tổng cộng           | Tổng cộng           | 67       | 20       | 8            | 3            | —             | —             | 15      | 8       | 2    | 1    | 92        | 32        |
| Atlético Madrid        | 2022–23             | La Liga             | 36       | 13       | 4            | 2            | —             | —             | 5       | 0       | —    | —    | 45        | 15        |
| Atlético Madrid        | 2023–24             | La Liga             | 32       | 15       | 5            | 1            | —             | —             | 10      | 5       | 1    | 0    | 48        | 21        |
| Atlético Madrid        | Tổng cộng           | Tổng cộng           | 68       | 28       | 9            | 3            | —             | —             | 15      | 5       | 1    | 0    | 93        | 36        |
| AC Milan               | 2024–25             | Serie A             | 16       | 5        | —            | —            | —             | —             | 7       | 1       | 2    | 0    | 25        | 6         |
| Galatasaray (mượn)     | 2024–25             | Süper Lig           | 12       | 6        | 3            | 1            | —             | —             | 1       | 0       | —    | —    | 16        | 7         |
| Tổng cộng sự nghiệp    | Tổng cộng sự nghiệp | Tổng cộng sự nghiệp | 462      | 173      | 50           | 18           | 5             | 1             | 94      | 31      | 19   | 6    | 630       | 230       |

1. ↑  Bao gồm Copa del Rey, Coppa Italia, FA Cup, Turkish Cup
2. ↑  Bao gồm EFL Cup
3. ↑  Ra sân tại Segunda División B 2011 play-off
4. ↑  Ra sân ở Segunda División B 2012 play-off
5. 1 2 3 4 5 6 7 8 9 10 11 12 13  Số lần ra sân tại UEFA Champions League
6. 1 2 3 4  Ra sân tại Supercoppa Italiana
7. ↑  Một lần ra sân tại UEFA Super Cup, hai lần ra sân tại FIFA Club World Cup
8. 1 2  Ra sân tại FA Community Shield
9. 1 2  Số lần ra sân tại UEFA Europa League
10. 1 2  Số lần ra sân tại Supercopa de España

### Quốc tế
Tính đến ngày 8 tháng 6 năm 2025
| Đội tuyển quốc gia | Năm       | Trận | Bàn |
| ------------------ | --------- | ---- | --- |
| Tây Ban Nha        | 2014      | 2    | 0   |
| Tây Ban Nha        | 2015      | 4    | 1   |
| Tây Ban Nha        | 2016      | 12   | 7   |
| Tây Ban Nha        | 2017      | 5    | 5   |
| Tây Ban Nha        | 2018      | 4    | 0   |
| Tây Ban Nha        | 2019      | 6    | 4   |
| Tây Ban Nha        | 2020      | 3    | 1   |
| Tây Ban Nha        | 2021      | 14   | 5   |
| Tây Ban Nha        | 2022      | 11   | 7   |
| Tây Ban Nha        | 2023      | 8    | 4   |
| Tây Ban Nha        | 2024      | 15   | 3   |
| Tây Ban Nha        | 2025      | 2    | 0   |
| Tổng cộng          | Tổng cộng | 86   | 37  |

### Bàn thắng quốc tế
| #   | Ngày                 | Địa điểm                                                 | Đối thủ       | Lần ra sân | Bàn thắng | Kết quả | Giao hữu                      |
| --- | -------------------- | -------------------------------------------------------- | ------------- | ---------- | --------- | ------- | ----------------------------- |
| 1.  | 27 tháng 3 năm 2015  | Sân vận động Ramón Sánchez Pizjuán, Sevilla, Tây Ban Nha | Ukraina       | 3          | 1–0       | 1–0     | Vòng loại UEFA Euro 2016      |
| 2.  | 1 tháng 6 năm 2016   | Red Bull Arena, Salzburg, Áo                             | Hàn Quốc      | 9          | 4–0       | 6–1     | Giao hữu                      |
| 3.  | 1 tháng 6 năm 2016   | Red Bull Arena, Salzburg, Áo                             | Hàn Quốc      | 9          | 6–1       | 6–1     | Giao hữu                      |
| 4.  | 17 tháng 6 năm 2016  | Allianz Riviera, Nice, Pháp                              | Thổ Nhĩ Kỳ    | 11         | 1–0       | 3–0     | UEFA Euro 2016                |
| 5.  | 17 tháng 6 năm 2016  | Allianz Riviera, Nice, Pháp                              | Thổ Nhĩ Kỳ    | 11         | 3–0       | 3–0     | UEFA Euro 2016                |
| 6.  | 21 tháng 6 năm 2016  | Sân vận động Bordeaux mới, Bordeaux, Pháp                | Croatia       | 12         | 1–0       | 1–2     | UEFA Euro 2016                |
| 7.  | 5 tháng 6 năm 2016   | Sân vận động Reino de León, León, Tây Ban Nha            | Liechtenstein | 15         | 6–0       | 8–0     | Vòng loại FIFA World Cup 2018 |
| 8.  | 5 tháng 6 năm 2016   | Sân vận động Reino de León, León, Tây Ban Nha            | Liechtenstein | 15         | 7–0       | 8–0     | Vòng loại FIFA World Cup 2018 |
| 9.  | 7 tháng 6 năm 2017   | Sân vận động Condomina, Murcia, Tây Ban Nha              | Colombia      | 20         | 2–2       | 2–2     | Giao hữu                      |
| 10. | 2 tháng 9 năm 2017   | Sân vận động Santiago Bernabéu, Madrid, Tây Ban Nha      | Ý             | 21         | 3–0       | 3–0     | Vòng loại FIFA World Cup 2018 |
| 11. | 5 tháng 9 năm 2017   | Sân vận động Rheinpark, Vaduz, Liechtenstein             | Liechtenstein | 22         | 2–0       | 8–0     | Vòng loại FIFA World Cup 2018 |
| 12. | 5 tháng 9 năm 2017   | Sân vận động Rheinpark, Vaduz, Liechtenstein             | Liechtenstein | 22         | 6–0       | 8–0     | Vòng loại FIFA World Cup 2018 |
| 13. | 11 tháng 11 năm 2017 | Sân vận động La Rosadela, Málaga, Tây Ban Nha            | Costa Rica    | 23         | 2–0       | 5–0     | Giao hữu                      |
| 14. | 26 tháng 3 năm 2019  | Sân vận động Quốc gia, Ta' Qali, Malta                   | Malta         | 29         | 1–0       | 2–0     | Vòng loại UEFA Euro 2020      |
| 15. | 26 tháng 3 năm 2019  | Sân vận động Quốc gia, Ta' Qali, Malta                   | Malta         | 29         | 2–0       | 2–0     | Vòng loại UEFA Euro 2020      |
| 16. | 10 tháng 6 năm 2019  | Sân vận động Santiago Bernabéu, Madrid, Tây Ban Nha      | Thụy Điển     | 31         | 2–0       | 3–0     | Vòng loại UEFA Euro 2020      |
| 17. | 15 tháng 11 năm 2019 | Sân vận động Ramón de Carranza, Cádiz, Tây Ban Nha       | Malta         | 32         | 1–0       | 7–0     | Vòng loại UEFA Euro 2020      |
| 18. | 17 tháng 11 năm 2020 | Sân vận động La Cartuja, Sevilla, Tây Ban Nha            | Đức           | 36         | 1–0       | 6–0     | UEFA Nations League 2020–21   |
| 19. | 25 tháng 3 năm 2021  | Sân vận động Los Cármenes, Granada, Tây Ban Nha          | Hy Lạp        | 37         | 1–0       | 1–1     | Vòng loại FIFA World Cup 2022 |
| 20. | 19 tháng 6 năm 2021  | Sân vận động La Cartuja, Sevilla, Tây Ban Nha            | Ba Lan        | 42         | 1–0       | 1–1     | UEFA Euro 2020                |
| 21. | 28 tháng 6 năm 2021  | Sân vận động Parken, Copenhagen, Đan Mạch                | Croatia       | 44         | 4–3       | 5–3     | UEFA Euro 2020                |
| 22. | 6 tháng 7 năm 2021   | Sân vận động Wembley, Luân Đôn, Anh                      | Ý             | 46         | 1–1       | 1–1     | UEFA Euro 2020                |
| 23. | 14 tháng 11 năm 2021 | Sân vận động La Cartuja, Sevilla, Tây Ban Nha            | Thụy Điển     | 50         | 1–0       | 1–0     | Vòng loại FIFA World Cup 2022 |
| 24. | 29 tháng 3 năm 2021  | Sân vận động Riazor, A Coruña, Tây Ban Nha               | Iceland       | 52         | 1–0       | 5–0     | Giao hữu                      |
| 25. | 29 tháng 3 năm 2021  | Sân vận động Riazor, A Coruña, Tây Ban Nha               | Iceland       | 52         | 2–0       | 5–0     | Giao hữu                      |
| 26. | 2 tháng 6 năm 2022   | Sân vận động Benito Villamarín, Sevilla, Tây Ban Nha     | Bồ Đào Nha    | 53         | 1–0       | 1–1     | UEFA Nations League 2022–23   |
| 27. | 27 tháng 9 năm 2022  | Sân vận động Municipal de Braga, Braga, Bồ Đào Nha       | Bồ Đào Nha    | 57         | 1–0       | 1–0     | UEFA Nations League 2022–23   |
| 28. | 23 tháng 11 năm 2022 | Sân vận động Al Thumama, Doha, Qatar                     | Costa Rica    | 58         | 7–0       | 7–0     | FIFA World Cup 2022           |
| 29. | 27 tháng 11 năm 2022 | Sân vận động Al Bayt, Doha, Qatar                        | Đức           | 59         | 1–0       | 1–1     | FIFA World Cup 2022           |
| 30. | 1 tháng 12 năm 2022  | Sân vận động Quốc tế Khalifa, Doha, Qatar                | Nhật Bản      | 60         | 1–0       | 1–2     | FIFA World Cup 2022           |
| 31. | 8 tháng 9 năm 2023   | Boris Paichadze Dinamo Arena, Tbilisi, Gruzia            | Gruzia        | 65         | 1–0       | 7–1     | Vòng loại UEFA Euro 2024      |
| 32. | 8 tháng 9 năm 2023   | Boris Paichadze Dinamo Arena, Tbilisi, Gruzia            | Gruzia        | 65         | 4–0       | 7–1     | Vòng loại UEFA Euro 2024      |
| 33. | 8 tháng 9 năm 2023   | Boris Paichadze Dinamo Arena, Tbilisi, Gruzia            | Gruzia        | 65         | 5–1       | 7–1     | Vòng loại UEFA Euro 2024      |
| 34. | 12 tháng 10 năm 2023 | Sân vận động La Cartuja, Sevilla, Tây Ban Nha            | Scotland      | 67         | 1–0       | 2–0     | Vòng loại UEFA Euro 2024      |
| 35. | 8 tháng 6 năm 2024   | Sân vận động Mallorca Son Moix, Mallorca, Tây Ban Nha    | Bắc Ireland   | 73         | 2–1       | 5–1     | Giao hữu                      |
| 36. | 15 tháng 6 năm 2024  | Olympiastadion, Berlin, Đức                              | Croatia       | 74         | 1–0       | 3–0     | UEFA Euro 2024                |
| 37. | 15 tháng 10 năm 2024 | Estadio Nuevo Arcángel, Córdoba, Tây Ban Nha             | Serbia        | 82         | 2–0       | 3–0     | UEFA Nations League 2024–25   |

## Danh hiệu
Real Madrid Castilla
- Segunda División B: 2011–12

Real Madrid
- La Liga: 2011–12, 2016–17
- Copa del Rey: 2010–11, 2013–14
- Supercopa de España: 2012
- UEFA Champions League: 2013–14, 2016–17
- UEFA Super Cup: 2016
- FIFA Club World Cup: 2016

Juventus
- Serie A: 2014–15, 2015–16
- Coppa Italia: 2014–15, 2015–16
- Supercoppa Italiana: 2020

Chelsea
- FA Cup: 2017–18
- UEFA Europa League: 2018–19[36]

AC Milan
- Supercoppa Italiana: 2024

Galatasaray
- Süper Lig: 2024–25[37]
- Turkish Cup: 2024–25[38]

U-17 Tây Ban Nha
- FIFA U-17 World Cup hạng ba: 2009

U-19 Tây Ban Nha
- UEFA European Under-19 Championship: 2011

U-21 Tây Ban Nha
- UEFA European Under-21 Championship: 2013

Tây Ban Nha
- UEFA European Championship: 2024[39]
- UEFA Nations League: 2022–23[40]

Cá nhân
- Đội hình tiêu biểu Giải vô địch U-19 châu Âu: 2011
- Đội hình tiêu biểu Giải vô địch U-21 châu Âu: 2013
- Đội hình tiêu biểu UEFA Champions League: 2014–15
- Chiếc giày vàng Giải vô địch U-19 châu Âu: 2011
- Chiếc giày vàng Giải vô địch U-21 châu Âu: 2013